# 张兴庄站
张兴庄站是天津地铁3号线与5号线的地铁车站，是一个换乘站，位于中华人民共和国天津市北辰区宜白路与宜正路交叉口东侧，3号线车站于2012年10月1日开通，5号线车站于2018年10月22日开通。

## 车站结构
张兴庄站位于宜白路与宜正路交叉口东侧，3号线车站平行于天津北环铁路设置，呈东西走向，为地下两层岛式站台车站，车站长181.65米，标准段宽20.5米，车站地下一层为站厅层，地下二层为站台层，站台设置全高站台门。5号线车站垂直于宜白路设置，呈南北走向，为地下三层岛式站台车站，车站长148.05米，车站地下一层为站厅层，地下三层为站台层，站台设置全高站台门。两线采用T型节点换乘形式，换乘节点连接3号线站台中部与5号线站台南侧，也可利用地下一层进行站厅换乘。
|                   |  | █ 3号线往南站（铁东路） |
| 島式 · 開左邊车门 |  |                         |
|                   |  | █ 3号线往小淀（宜兴埠） |

|                   |  | █ 5号线往北辰科技园北（宜兴埠北） |
| 島式 · 開左邊车门 |  |                                   |
|                   |  | █ 5号线往京华东道（志成路）       |

## 车站出口
张兴庄站目前开放4个出入口，各出口及周围设施如下所示：
|                                      |      |        |                          |
|                                      |      |        |                          |
| 出口编号                             | 照片 | 地点   | 可到达目的地             |
| 出口 · B                             |      | 宜白路 | 北京十一学校天津实验学校 |
| 出口 · C · 扶手电梯标志              |      | 宜白路 | 玉成里，玉琢里           |
| 出口 · D · 升降机标志 · 扶手电梯标志 |      | 宜白路 | 玉成里，玉琢里           |
| 出口 · E · 扶手电梯标志              |      | 宜白路 | 玉成里，玉琢里           |
| 註： 設有 \| 設有扶手電梯            |      |        |                          |

## 换乘交通
| 公共汽车线路 \| 编号 \| 编号 \| 线路 \| 线路 \| 线路 \| 收费 \| 运营商 \| 备注 \| \| ---- \| ---- \| ---------------- \| ---- \| ------------ \| ---- \| ---------- \| -------- \| \| \| 27 \| 天津站（A4-2） \| ⇆ \| 淮河道公交站 \| 2元 \| 公交一公司 \| 合并原 6 \| \| \| 354 \| 未来城公交站 \| ⇆ \| 延吉道朝阳路 \| 2元 \| 巴士实业 \| \| \| \| 641 \| 富力津门湖公交站 \| ⇆ \| 未来城公交站 \| 2元 \| 巴士实业 \| \| |      |                  |      |              |      |            |          |
| 编号 | 编号 | 线路             | 线路 | 线路         | 收费 | 运营商     | 备注     |
| | 27   | 天津站（A4-2）   | ⇆    | 淮河道公交站 | 2元  | 公交一公司 | 合并原 6 |
| | 354  | 未来城公交站     | ⇆    | 延吉道朝阳路 | 2元  | 巴士实业   |          |
| | 641  | 富力津门湖公交站 | ⇆    | 未来城公交站 | 2元  | 巴士实业   |          |

| 编号 | 编号 | 线路             | 线路 | 线路         | 收费 | 运营商     | 备注     |
| ---- | ---- | ---------------- | ---- | ------------ | ---- | ---------- | -------- |
|      | 27   | 天津站（A4-2）   | ⇆    | 淮河道公交站 | 2元  | 公交一公司 | 合并原 6 |
|      | 354  | 未来城公交站     | ⇆    | 延吉道朝阳路 | 2元  | 巴士实业   |          |
|      | 641  | 富力津门湖公交站 | ⇆    | 未来城公交站 | 2元  | 巴士实业   |          |

## 车站历史
本站工程名与正式站名均为张兴庄站，以车站临近的传统片区命名。
- 2012年10月1日，车站随3号线通车开通[1]。
- 2013年8月10日，为配合5号线施工，车站B口暂时关闭[5]。
- 2018年
  - 4月3日，为配合5号线施工，车站E口暂时关闭，B口重新开放[6]。
  - 10月22日，5号线通车，车站成为换乘车站[2]。

## 其他

### 站名争议
张兴庄为河北区铁东路街道的旧村庄名，位于铁东路站西侧，目前设有公交张兴庄站，而本站实际所在位置处于北辰区宜兴埠镇内，有市民建议本站更名为宜白路站，但地铁运营公司未有回应。